# Володин, Александр (футболист)
Александр Володин (эст. Aleksandr Volodin; 29 марта 1988, Нарва) — эстонский (негражданин) футболист, крайний защитник и полузащитник.

## Биография
Воспитанник футбольной школы нарвского «Транса». На взрослом уровне дебютировал в 2005 году в составе таллинского «Аякса Ласнамяэ» в первой лиге Эстонии, где по итогам сезона стал бронзовым призёром. В высшей лиге сыграл первый матч 19 марта 2006 года против «Транса», а свой первый гол забил 30 июля 2006 года в ворота «Уорриора» (Валга). В 2007 году перешёл в ТФМК, с которым в том же году стал бронзовым призёром чемпионата Эстонии.
После расформирования ТФМК футболист в начале 2009 года перешёл в литовскую «Ветру», но в составе не закрепился, сыграв только три матча в чемпионате Литвы.
Вторую половину 2009 года провёл в нарвском «Трансе», с которым завоевал бронзовые медали. В 2010—2011 годах выступал за «Левадию», серебряный призёр чемпионата страны 2010 года, обладатель Кубка Эстонии 2010. С 2012 года в течение трёх лет играл за «Калев» (Силламяэ), бронзовый призёр чемпионата 2013 года и серебряный — 2014 года. В 2015 году перешёл в «Инфонет» (позднее — «ФКИ Таллинн»), с которым стал чемпионом Эстонии 2016 года и обладателем Суперкубка Эстонии 2017 года.
После объединения «Инфонета» с «Левадией» в конце 2017 года футболист не остался в новом клубе, а перешёл в команду третьего дивизиона «Легион» (Таллин). Победитель третьего дивизиона Эстонии 2018 года и первой лиги 2019 года. С 2020 года вместе с «Легионом» играл в высшем дивизионе.
Всего за карьеру в высшем дивизионе Эстонии сыграл более 350 матчей.